# Cabo de São Roque
O Cabo de São Roque é um cabo localizado no município de Maxaranguape, a 51 km ao norte de Natal, capital do estado brasileiro do Rio Grande do Norte. Conhecido por ser o ponto da costa brasileira mais próximo do continente africano.

## História
O cabo tem grande importância histórica, pois foi nele que teve início a primeira exploração portuguesa da costa brasileira, por André Gonçalves e Américo Vespúcio.
A expedição foi composta de três naus que chegaram à costa do país no dia 7 de agosto de 1501, ancorando os navios a 5° 3’ 41" de latitude sul, defronte do lugar hoje chamado Arraial do Marco, situado no vértice da costa do estado do Rio Grande do Norte, distante do Cabo de São Roque cerca de 45 milhas, segundo descreveu nos escritos.

## Características
A natureza na região apresenta beleza pitoresca, já que, além dos 6 km de dunas do litoral, outra visão marcante são as falésias, logo acima do cabo, de onde se avista uma gigantesca floresta de coqueiros e palmeiras, enfeitada pelo horizonte azul e bege de Maxaranguape.
A região também é conhecida por causa da construção de uma escola de futebol com o nome de David Beckham denominada Cabo São Roque Resort.